# IAI Mastiff
Die IAI Mastiff ist ein israelisches unbemanntes Luftfahrzeug (UAV), das Ende der 1970er Jahre von Tadiran Israel Electronic Industries entwickelt und als erstes israelisches UAV in Serie gefertigt wurde. Im Jahr 1982 wurden die Aktivitäten von Tadiran im UAV-Bereich mit denen von Israel Aircraft Industries vereint.
Die Serienausführung der Mastiff trägt die genaue Bezeichnung Mastiff Mk.III, da es mit der Mk.I und Mk.II bereits zwei experimentelle Vorläufer gegeben hatte. Die Mastiff ist etwas kleiner als die ihr nachfolgende Scout und hat nicht die Möglichkeit eines vorprogrammierten Einsatzes. Auch nach Einführung der Scout war die Mastiff noch geraume Zeit im Einsatz. Ihre Erprobung beim United States Marine Corps hatte eine Anforderung der US Navy zur Folge, die zur Pioneer führte.

## Technische Daten
| Kenngröße             | Daten                                                         |
| --------------------- | ------------------------------------------------------------- |
| Besatzung             | 0                                                             |
| Startverfahren        | auf eigenem Fahrwerk oder optional mit hydraulischem Katapult |
| Landeverfahren        | Landung mit in Bodennähe gespanntem Fangseil                  |
| Führung               | Steuerung durch Operateur am Boden                            |
| Länge                 | 3,30 m                                                        |
| Spannweite            | 4,25 m                                                        |
| Höhe                  | 0,89 m                                                        |
| Nutzlast              | 37 kg                                                         |
| Leermasse             | 77 kg                                                         |
| max. Startmasse       | 138 kg                                                        |
| Marschgeschwindigkeit | 98 km/h                                                       |
| Höchstgeschwindigkeit | 185 km/h                                                      |
| Dienstgipfelhöhe      | 4480 m                                                        |
| Reichweite            | 135 bis 200 km                                                |
| Flugdauer             | 7,5 h                                                         |
| Triebwerke            | 1 × Zweizylinder-Zweitakt-Kolbenmotor mit 22 PS (16 kW)       |
| Sensoren              | - TV oder Fotokameras - FLIR - ECM/ESM                        |